# Борщиков, Абдул-Муслим
Абду́л-Мусли́м Бо́рщиков (1892, Шали — 1926) — участник Первой мировой войны, прапорщик Чеченского конного полка «Дикой дивизии», полный Георгиевский кавалер.

## Биография

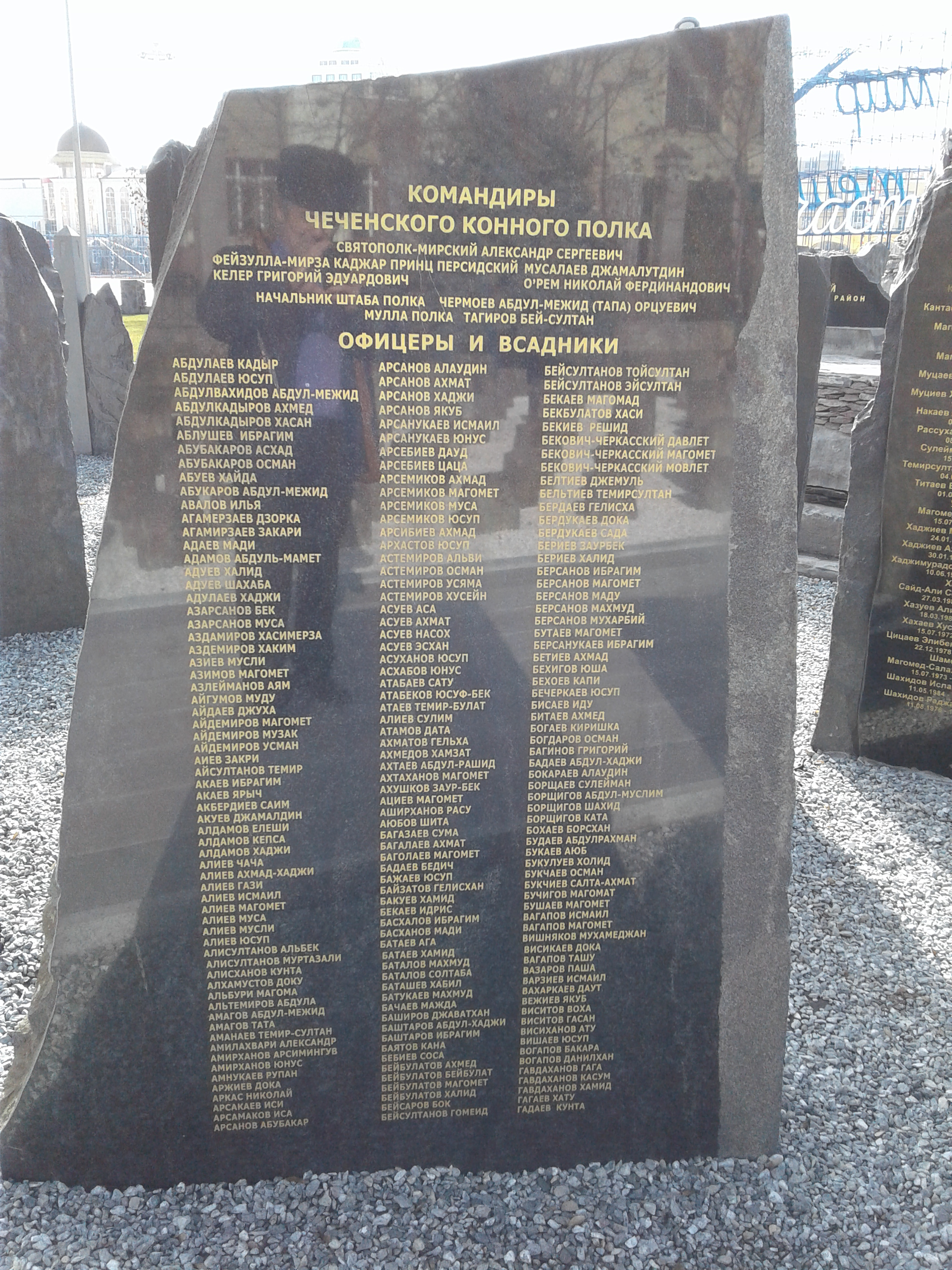
Один из камней Мемориала памяти погибших в борьбе с терроризмом, на котором высечено имя Абдул-Муслима Борщикова.

14 декабря 1914 года Борщиков с несколькими другими добровольцами пошёл в разведку у деревни Буковицы. Разведчики добыли ценные сведения, один из участников был тяжело ранен. В том же месяце Борщиков был награждён за этот подвиг Георгиевским крестом IV степени.
В ходе боёв 3-8 июля 1915 года Борщиков был старшим в секрете. Под сильным огнём противника он неоднократно доставлял в штаб важную информацию, за что был награждён Георгиевским крестом I степени.
В августе 1915 года старший урядник Борщиков был произведён в подпрапорщики, а в 1916 году ему было присвоен чин прапорщика. В ноябре 1915 года Борщиков стал полным Георгиевским кавалером.
30 июля 1916 года за отличие в боях Борщиков был награждён Орденом Святой Анны 4 степени с надписью «За храбрость».
Летом 1917 года был одним из организаторов и руководителей добровольной национальной милиции при Чеченском комитете.
После установления советской власти в Чечне Борщиковы находились под подозрением как контрреволюционные элементы. 
В 1925 году арестован сотрудниками ГПУ, в 1926 году был расстрелян.

## Память
На одном из камней Мемориала памяти погибших в борьбе с терроризмом в Грозном высечено имя Абдул-Муслима Борщикова.